# MG FF
MG FF (от нем. Maschinengewehr Flügel Fest) — немецкая 20-мм авиационная автоматическая пушка с барабанным питанием и свободным затвором, разработанная в 1936 году компанией Ikaria Werke Berlin.

## История создания
Пушка представляла собой модификацию орудия Oerlikon FF F, которое, в свою очередь, было развитием 20-миллиметровой пушки Беккера. Устройство донной части гильзы патрона пушки Беккера — без закраины и без опорного буртика — было сохранено практически неизменным. MG FF была специально разработана для размещения в ограниченном пространстве и на фиксированных креплениях, например, внутри крыла самолета. Орудие широко применялось на самолетах люфтваффе, особенно на ранних этапах Второй мировой войны, хотя с 1941 года постепенно заменялось пушкой MG 151/20 фирмы Mauser, которая имела меньшую массу, более высокую мощность, скорострельность и начальную скорость снаряда.

## Особенности конструкции
Аббревиатура MG FF означает Maschinengewehr Flügel Fest («пулемет с фиксированной установкой в крыле») : это отражает тот факт, что в номенклатуре люфтваффе орудия калибра 20 мм или меньше обозначались как «пулеметы» (maschinengewehr) в отличие от более крупнокалиберных автоматических пушек, которые назывались «MK» (maschinenkanone). Термин «фиксированная установка в крыле» означал, что основной целью ее разработки было создание орудия калибра 20 мм, которое было бы компактным и достаточно легким, чтобы его можно было монтировать в крыльях самолетов, особенно истребителей.

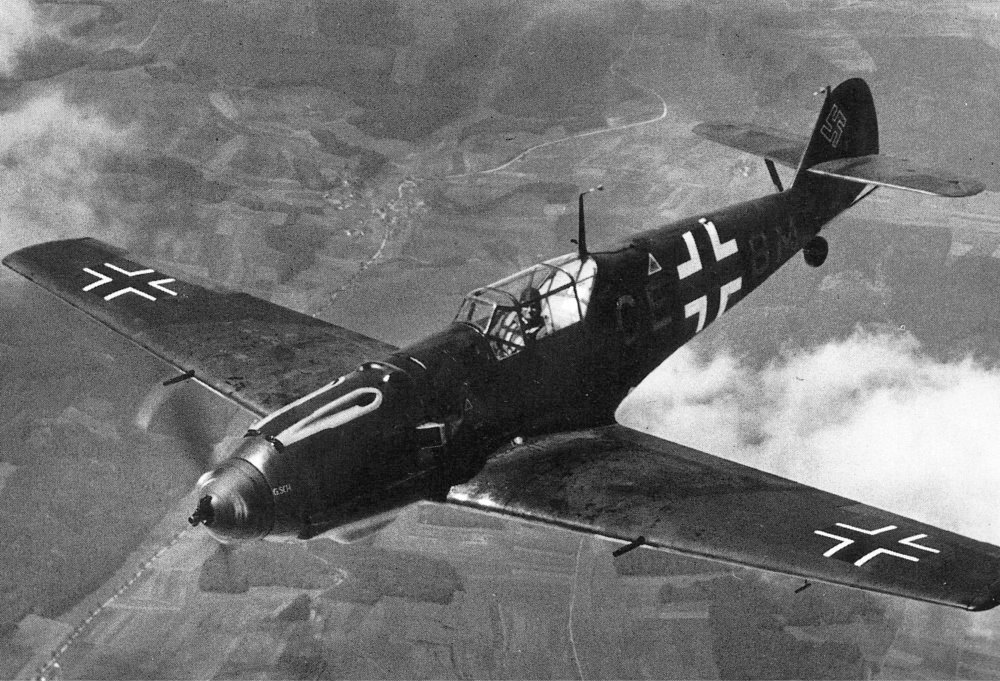
Bf 109E-3 с установленными орудиями MG FF

По сравнению с конкурирующими проектами, такими как Hispano-Suiza HS.404, которая была разработана на основе более крупного Oerlikon FF S, MG FF имел некоторые недостатки, такие как низкая скорострельность и низкая начальная скорость снаряда, а также малый боезапас в барабанах. С другой стороны, MG FF была намного легче и короче. При этом, даже при ее компактных размерах, установка пушки на истребители Messerschmitt Bf 109 и Focke-Wulf Fw 190 была непростой, так как барабан требовал значительного пространства для размещения. Из-за этого боезапас изначально был уменьшен до 60 снарядов на барабан. Позже для Fw 190 A-5 был разработан барабан для боеприпасов с емкостью 90 патронов, этим вариантом MG FF переоснащались и некоторые более ранние варианты Bf. 109 и FW 190. Также проводились эксперименты по организации ленточного питания орудия, однако они бьли свернуты.
MG FF осуществляла стрельбу снарядом массой 134 г (осколочно-фугасный снаряд) с начальной скоростью около 600 м/с и скорострельностью около 530 выстрелов в минуту.
С 1940 года MG FF была адаптирована для стрельбы новым типом тонкостенных фугасных снарядов с увеличенной массой взрывчатого вещества. Этот снаряд был легче, чем предыдущие боеприпасы и, следовательно, имел более высокую начальную скорость, что потребовало модификации механизма отдачи. Случайное использование в таких пушках старых, более тяжелых боеприпасов, применяемых на немодифицированных MG FF, могло повредить орудие. Во избежание подобных ошибок орудия новой модификации были переименованы в MG FF/M, а снаряды обозначались как Minengeschoß.
MG FF/M стреляла 20-мм снарядами Minengeschoß массой 90 г (фугасный снаряд), с начальной скоростью 700 м / с и скорострельностью 540 выстрелов в минуту. Также для нее были доступны бронебойные, бронебойно-зажигательные, бронебойно-осколочно-фугасные, осколочно-фугасные, осколочно-фугасно-зажигательные и зажигательные снаряды с более толстой оболочкой (снаряды 115—117 г., 117—119г., 575-585 м/с, около 520 выстр./мин).
Принципиально новым и не имевшим аналогов среди боеприпасов авиапушек других воюющих государств являлся 20-мм фугасный снаряд, в основу разработки которого были положены исследования баллистика Губерта Шардина (Техническая академия ВВС) процессов детонации и экспериментальных замеров давления во фронте ударной волны. В новом боеприпасе удалось объединить ряд технических и технологических новшеств того времени:
- новый принцип поражения элементов конструкции самолета импульсом давления во фронте ударной волны, а не осколками корпуса снаряда, рассчитанными на поражение уязвимых агрегатов. Усиление действия ударной волны достигалось при множественном отражении от стенок замкнутых отсеков при подрыве снаряда внутри конструкции, т.е. при использовании нового типа взрывателя с задержкой подрыва (а не штатных взрывателей мгновенного действия);
- полученный глубокой вытяжкой тонкостенный корпус снаряда из легированной стали, упрочненный токами высокой частоты (ТВЧ), что позволило увеличить массовую долю разрывного заряда (наполнение) до 20 процентов по сравнению с 5-7 процентами у снарядов осколочного типа (в СССР ОТ, ОЗТ)
- мощное взрывчатое вещество на основе металлизованного тэна под маркой Pentrit A (тэн-алюминий), которое в 1942 году было заменено составом HA 41 на основе гексогена (гексоген-алюминиевая пудра), последний характеризовался увеличенным на 40 процентов[3] фугасным и зажигательным действием.
- взрыватель с детонатором замедленного действия на газодинамическом принципе (Sprengkapsel Duplex) индекс VC[4]. Обеспечивал возможность разрыва фугасного снаряда во внутренних отсеках конструкции самолёта, не рассчитанных на приложение избыточного давления.

Попадание 20-мм фугасного снаряда в киль или плоскость самолета, выполненных из древесных материалов (деревянной или смешанной конструкции), вызывало мгновенное разрушение этих элементов конструкции, что означало прекращение управляемого полета.
Практика войны подтвердила эффективность действия малокалиберного фугасного снаряда по авиационным конструкциям. После войны в СССР и союзных странах (Великобритания и Франция) была увеличена степень наполнения авиационных снарядов взрывчатым веществом (в СССР — вдвое), которые в отечественной практике получили наименование осколочно-фугасных зажигательных (ОФЗ) снарядов.

## Применение

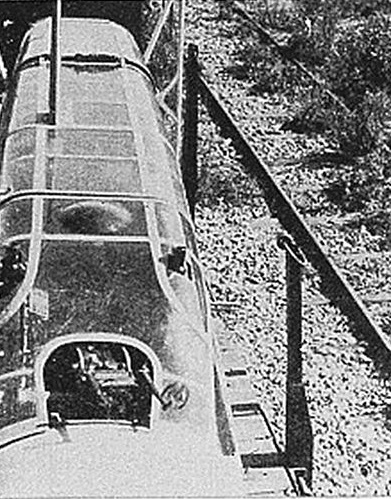
MG FF/M в установке «Неправильная музыка», смонтированной на Bf. 110

MG FF и MG FF/M широко использовались в истребителях, таких как Bf. 109 модификаций E-3-F-1, Bf 110C-F и Fw 190A-1-A-5.
Ранние варианты Fw 190 (от A-1 до A-5) обычно оснащались парой орудий MG 151 и парой MG FF/M, хотя MG FF/M иногда снимали в полевых условиях, чтобы снизить вес самолета. При этом MG FF/M питалась от барабана на 60 патронов (90 патронов в A-5), который требовал выпуклости под крылом для размещения, что снижало аэродинамические свойства самолета. По этой причине, начиная с A-6, MG FF/M были заменены парой MG 151/20.
Пушка также устанавливалась на бомбардировщики, такие как Dornier Do 17, Junkers Ju 88, Heinkel He 111, а также некоторые другие самолеты. С 1943 орудия, в большом количестве оставшиеся на складах после массовой замены MG FF/M на MG 151/20, использовались в качестве основного орудия установок «Неправильная музыка» на ночных истребителях ПВО Bf 110 G-4.